# Dévalorisation de l'homme
La dévalorisation de l'homme est le pendant dialectique de la valorisation de l'homme, bien que cette expression soit usuellement consacrée à l'homme dans son acception générique en référence à l'être humain sans distinction de sexe.. C'est également le titre d'une publication de Victor Monod en 1935. 
De par la polysémie du terme « homme » en français, cette expression peut également être utilisée pour décrire les aspects sociaux dans lesquels la condition masculine est, d'un certain point de vue, dévalorisée à l'égard de la condition féminine.